# Taxe des Aisés
La taxe des Aisés est une pratique fiscale de l'Ancien Régime.
Les Aisés sont une catégorie de personnes supposées pouvoir supporter des impôts exceptionnels ou souscrire obligatoirement des rentes ou des emprunts de l'État, en raison de leur richesse. Ne touchant qu'une petite partie de la population, on espérait, outre un versement probable, la neutralité des autres contribuables, quelquefois pas mécontents de voir « faire payer les riches ». On évitait ainsi le risque d'« émotions populaires ». En 1644, le parlement de Paris, pourtant composé exclusivement d'Aisés, accepta de telles taxes à condition que ni ses membres ni les bourgeois de Paris ne soient mis à contribution.
Les taxes sur les Aisés furent particulièrement nombreuses sous les ministériats de Richelieu et de Mazarin pendant la guerre de Trente Ans.